# Rudolf von Liebegg
Rudolf von Liebegg (* um 1275; † Juli 1332) war ein Aargauer Theologe, Jurist und Lyriker.

## Leben und Wirken
Rudolf von Liebegg war ein Sohn des Ritters Arnold von Liebegg. Von 1294 bis 1301 ist er an der Universität Bologna nachweisbar. Er erwarb den Magister Artium und wurde 1304 Kanoniker in Beromünster. Im folgenden Jahr wird er dort als Scholaster und später als Kirchherr in Inwil und 1309 als Kantor in Zofingen erwähnt. Von Johannes XXII. erhielt Liebegg 1318 eine Dispens von der Residenzpflicht, um in Avignon kanonisches Recht zu studieren. Zwei Jahre später war er Domherr in Konstanz. Zwischen Dezember 1321 und seinem Tod im Juli 1332 ist Liebegg regelmässig als Propst von Bischofszell bezeugt. Mehrmals diente er als Schiedsrichter. Für den Papst regelte er 1321 die Vergabe einer Pfründe.
Aus Liebeggs Zeit in Beromünster wurden Merkverse für die Verteilung der «Singbrote» überliefert. Sein 34 Verse umfassendes und in leonischen Hexametern gehaltenes Gedicht («Versus de morte Alberti régis Romanorum») über den Mord an König Albrecht I. schrieb er kurz nach dessen Tod. Das von 1311 bis 1323 entstandene «Pastorale novellum de sacramentis et aliis traditionibus ecclesiasticis» (kurz «Pastorale novellum») ist Liebeggs Hauptwerk. Es hat einen Umfang von sechs Büchern und 8'723 Hexametern und fasste als Lehrgedicht für Priesterkandidaten auf Basis der sieben Sakramente den gesamten, seinerzeitigen kanonistischen und theologischen Lernstoff zusammen. Im 14. und 15. Jahrhundert war es ein weitverbreitetes Schulbuch.

## Schriften
- Árpád Péter Orbán (Hrsg.): Rudolfi de Liebegg Pastorale novellum. Brepols, Turnhout 1993, ISBN 2-503-03552-3.

## Belege
1. 1 2  Christian Folini: Rudolf von Liebegg. In: Historisches Lexikon der Schweiz.  27. November 2008.

| Personendaten    | Personendaten                         |
| ---------------- | ------------------------------------- |
| NAME             | Rudolf von Liebegg                    |
| KURZBESCHREIBUNG | Aargauer Theologe, Jurist und Lyriker |
| GEBURTSDATUM     | um 1275                               |
| STERBEDATUM      | Juli 1332                             |